# Comunidade Quilombola de Dandá
Dandá é uma comunidade remanescente de quilombo, população tradicional brasileira, localizada no município brasileiro de Simões Filho, na Bahia. A comunidade de Dandá é formada por uma população de 31 famílias, distribuídas em uma área de 347,684 hectares. O território foi certificado como remanescente de quilombo (reminiscências históricas de antigos quilombos), pela Fundação Cultural Palmares, Portaria n° 35/2004.

Esta comunidade teve o Relatório Técnico de Identificação e Delimitação publicado em 2007(etapa da regularização fundiária), mas ainda está com a situação fundiária em análise (não titulada) no INCRA. Nele consta a seguinte descrição:
Dandá, comunidade composta por mulheres e homens negros, preservando herança e manifestações culturais de matriz africana, bem como seus membros estão unidos, há mais de três gerações, em virtude da ancestralidade comum, o que a caracteriza como tradicional remanescente de quilombo...
Os moradores do Quilombo de Dandá receberam posse da terra em 2013, mas em 2014 ainda enfrentava a falta de serviços básicos e a infraestrutura ainda era precária.
Atualmente, é gerido pela Associação dos Quilombolas da Fazenda Coqueiro e Mata Grossa.

## História
Samuel Lopes e Joana dos Santos são tidos como fundadores da comunidade. Criaram o quilombo junto com outras 10 pessoas que fugiram de uma fazenda da região. A população havia sido trazida para trabalhar na produção de carvão. Como não recebiam remuneração, lhes foi prometido um pedaço de terra. A comunidade viveu pacificamente no território por cerca de seis décadas.
Em 1980, a herdeira loteou as terras onde a comunidade vive e as vendeu, com o intuito de expulsar os quilombolas. A imobiliária não repassou os valores para a proprietária e ela entrou com ação de reintegração de posse. Isso afetou também os membros da comunidade, já que a justiça aprovou a ação contra a comunidade negra.
A certificação da FCP levou a problemas com os posseiros da fazenda (supostamente a filha do fazendeiro havia vendido partes da fazenda) e eles cobravam a saída da comunidade. Contudo, ela faleceu e o INCRA só poderia comprar as terras dela, pois era quem tinha a certidão de posse da terra.

## Tombamento
O tombamento de quilombos é previsto pela Constituição Brasileira de 1988, bastando a certificação pela Fundação Cultural Palmares:

Art. 216. Constituem patrimônio cultural brasileiro os bens de natureza material e imaterial, tomados individualmente ou em conjunto, portadores de referência à identidade, à ação, à memória dos diferentes grupos formadores da sociedade brasileira [...]
§ 5º Ficam tombados todos os documentos e os sítios detentores de reminiscências históricas dos antigos quilombos.
Portanto, a comunidade quilombola de Dandá é um patrimônio cultural brasileiro, tendo em vista que recebeu a certificação de ser uma "reminiscência histórica de antigo quilombo" da Fundação Cultural Palmares no ano de 2004.

## Situação territorial
A falta do título da terra (regularização fundiária) cria para as comunidades quilombolas uma dificuldade de desenvolver a agricultura, além dos conflitos com os fazendeiros de suas regiões e a impossibilidade de solicitar políticas sociais e urbanas para melhorias de condições de vida, como infraestrutura urbana de redes de energia, água e esgoto.
Povos Tradicionais ou Comunidades Tradicionais são grupos que possuem uma cultura diferenciada da cultura predominante local, que mantêm um modo de vida intimamente ligado ao meio ambiente natural em que vivem. Através de formas próprias: de organização social, do uso do território e dos recursos naturais (com relação de subsistência), sua reprodução sócio-cultural-religiosa utiliza conhecimentos transmitidos oralmente e na prática cotidiana.

## Curiosidades
- O território quilombola Dandá foi uma das três locações escolhidas pela ONU para gravação de um documentário para o projeto “International Decade for people of African Descent”.[18][19][20]